# Senyal RGB
El senyal RGB és un tipus de vídeo per components, on es tracta per separat els senyals de color vermell, verd i blau (Red, Green, Blue). Però aquest senyal té alguns inconvenients, els principals són: 
- Són necessaris entre 3 i 5 cables per transmetre el senyal.
- Cada component del senyal RGB ocupa un gran amplada de banda, aquest valor sempre estarà associat a una definició concreta. En transmissió és molt important l'amplada de banda utilitzat, per això només s'utilitza aquest senyal en ocasions especials on volem que el senyal sigui més pur, nítid i amb molta més qualitat (sense compressió i sense pèrdues). Un cas concret d'utilització seria en els monitors d'ordinador.

Per treballar amb menys amplada de banda en un context de televisió, el que es fa és convertir el senyal RGB en el senyal YUV, luminància Y (Y = 0.30R + 0.59G + 0.11B) i les components U i V, que tenen el mateix amplada de banda. En l'anterior fórmula de la luminància Y, podem comprovar-hi que hi ha informació dels tres components RGB del senyal, per tant són senyals amb el contingut idèntic però el YUV té un menor amplada de banda necessari. Sempre podem recuperar el nostre senyal original RGB sense pèrdues mitjançant un càlcul matricial. També, ho podem fer convertint-lo en el model YIQ (I i Q components de croma) que té l'avantatge d'utilitzar les característiques de la resposta del SVH al color, ja que, l'ull és més sensible a uns canvis de color que en altres. Les dues components de croma tenen diferents amplades de banda.

## Estàndards
Però si el què volem és transmetre el senyal RGB complet, haurem d'utilitzar diversos connectors específics, tant digitals com analògics, amb el suficient amplada de banda descrit.
Existeixen tres estàndards del senyal RGB per components. La diferència recau en com transporten la informació de sincronisme necessària per representar correctament la imatge, dos d'aquests tres estàndards són els únics casos en què se superposarà informació en un mateix cable. Encara que tots tres no utilitzen cap mena de compressió ni imposen cap límit en la profunditat de color o Resolució de pantalla, de manera que requereixen un gran amplada de banda per transportar el senyal i contenent informació redundant entre canals.
- RGBHV - Red, Green, Blue, Horizontal sync, Vertical sync. Sincronització separada: els senyals de sincronització viatgen pel seu propi cable. En aquest cas calen 5 cables.
- RGBS - Red, Green, Blue, Composite Sync. Sincronització combinada: els senyals de sincronització horitzontal i vertical es troben en un mateix cable. En aquest cas calen 4 cables.
- RGsB o SoG - Red, Green and sync, Blue o Sync on Green. Sincronització al verd: el senyal de la sincronització composta va sobreposat al mateix cable que el senyal del color verd. En aquest cas calen 3 cables.

## Correcció gamma
Després d'adquirir cada senyal dels colors RGB per separat, esperem que es reprodueixin linealment en els dispositius de projecció, però realment no és així, ja que la majoria de dispositius no ho són. Per rectificar-ho, apliquem la correcció gamma.

## Connectors

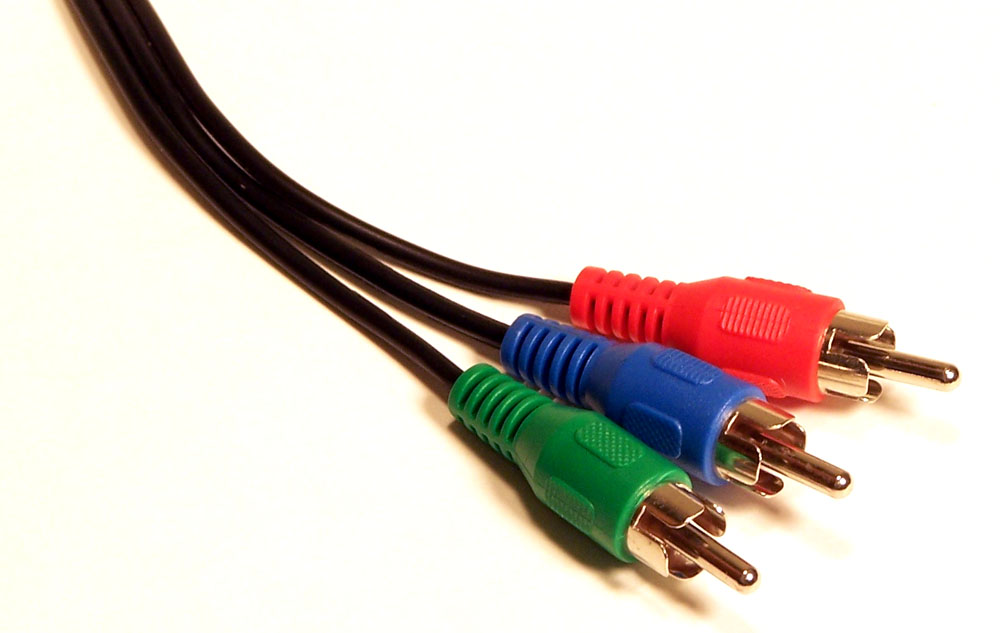
Connectors RCA

Tot i que, a priori, la manera més senzilla i barata de transportar el senyal RGB és utilitzant un conductor per a cada component, com poden ser cables amb connectors coaxials o RCA, s'ha tendit a utilitzar connectors més complexos, combinats, que uneixen la informació de vídeo amb altra també necessària en certs casos, com l'àudio o Senyalització digital.

### Connectors analògics

#### SCART

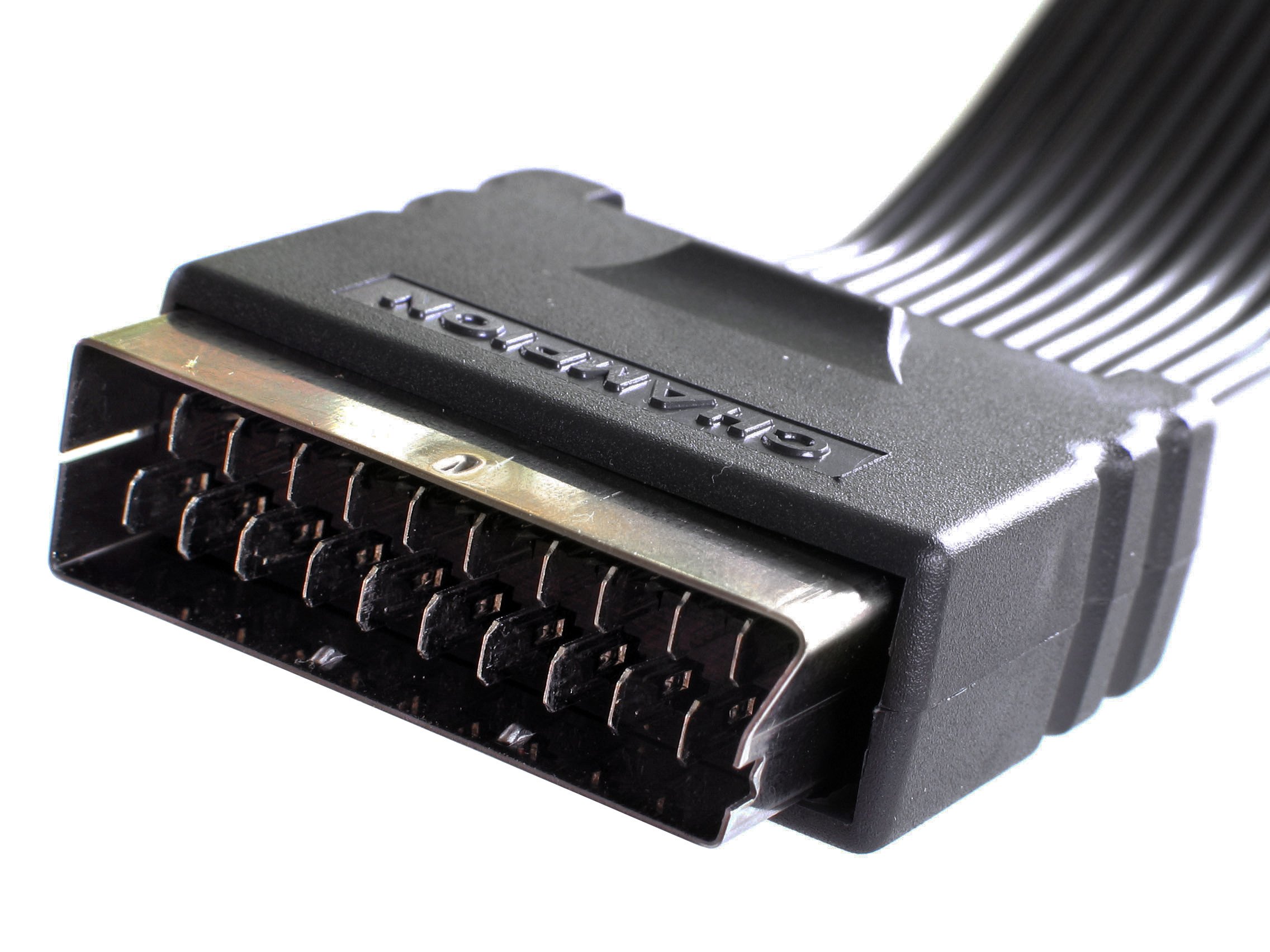
El connector SCART té origen francès i ara és utilitzat a tot Europa.

El connector SCART, que prové de les sigles franceses Syndicat des Constructeurs d'Appareils Radiorécepteurs et Téléviseur és un connector estandarditzat de 21 connexions o pins per la transmissió d'àudio i vídeo analògic.
La majoria dels televisors i altres aparells audiovisuals (TVs, reproductors de VHS i DVD, etc.), especialment a Europa, utilitzen el senyal RGB a través del connector SCART (també conegut com a Euroconnector i a França com a Péritel).
L'avantatge principal de l'SCART és la possibilitat d'enviament i/o recepció de diversos tipus de senyal, reunits en un sol connector:
- Senyal RGB, en concret RGBS (per tant, amb sincronització composta).

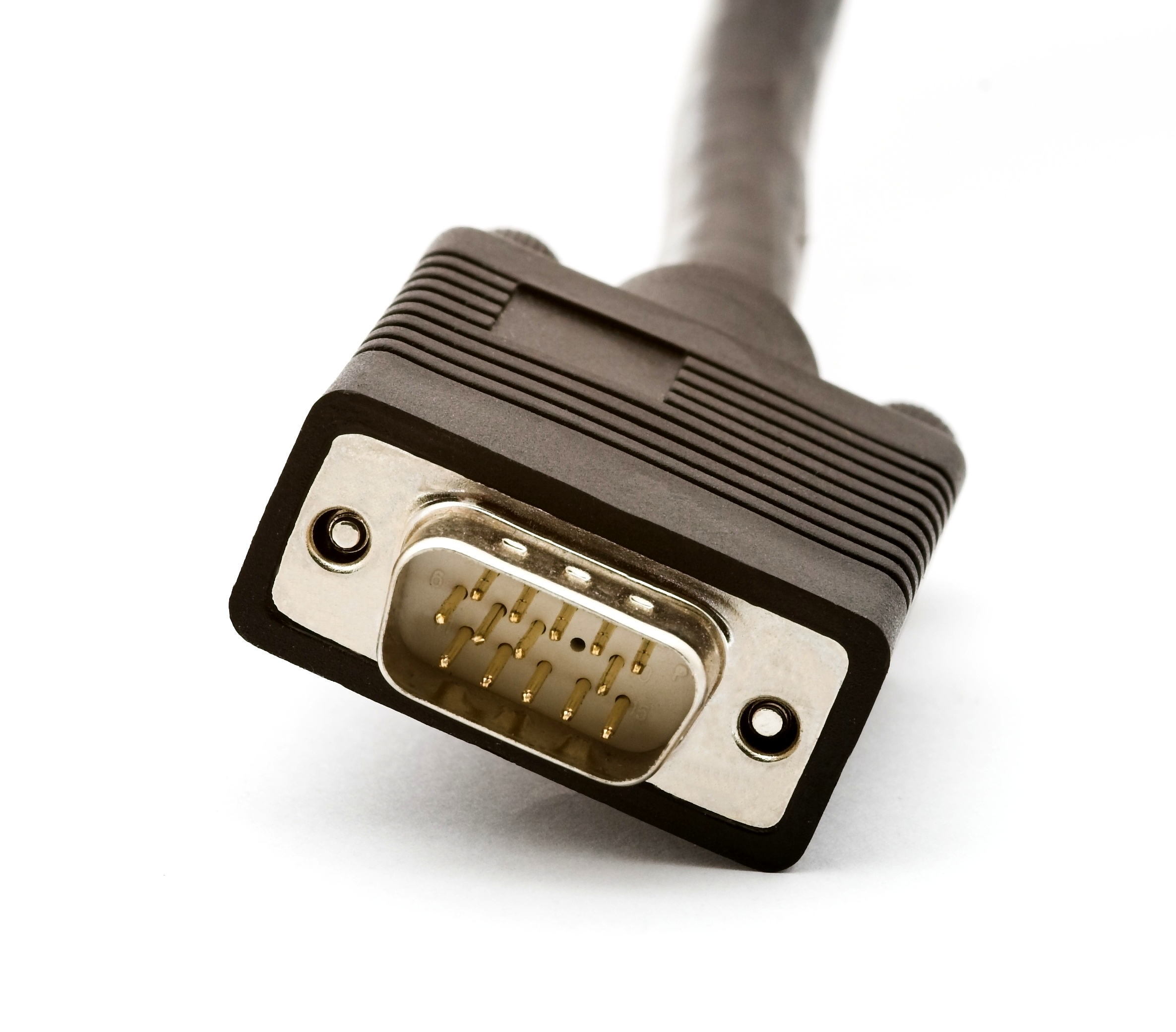
Connector VGA

- S-Video
- Entrada i sortida d'àudio estèreo.
- Senyalització digital.

#### VGA
El connector VGA, Video Graphics Array, es refereix a un estàndard analògic de visualització de gràfics per ordinadors creada l'any 1987. Pot mostrar fins a 256 colors indexats en una paleta de 262.144 colors (ja que aquest format permet representar la intensitat de cada color primari R, G, B en 6 bits).
Consta de 15 pins, entre ells, el senyal RGB i també un senyal de Horizontal sync i Vertical sync, per tant, es tracta d'un connector amb sincronització separada.

### Connectors digitals

#### DVI

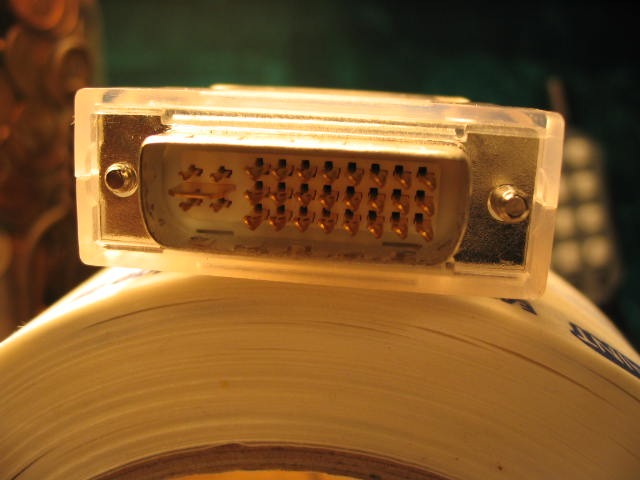
Connector DVI

El DVI (Digital Visual Interface) és una interfície estandarditzada de vídeo per ordinadors dissenyada per maximitzar-ne la qualitat visual de les pantalles planes LCD o dels projectors digitals, i per transportar senyal digital no comprimit de vídeo, com per exemple, senyal RGB (o altres senyals de vídeo per components).
Existeixen tres varietats destacades del DVI:
- DVI-A, -A per només senyal analògic.
- DVI-D, -D només per digital.
- DVI-I, -I per senyal analògic i digital.

En digital, es poden transmetre 24 bits per píxel i la seva amplada de banda és d'uns 165 MHz, a diferència de l'analògic que suporta una amplada de banda RGB de 400 MHz.

#### HDMI
El HDMI (High-Definition Multimedia Interface) és una interfície multimèdia d'alta definició. Hi ha dos tipus de connectors:
- Tipus A de 19 pins compatible amb DVI.
- Tipus B de 29 pins que va ser dissenyat per resolucions molt elevades com el format 1080p.

En el canal TMDS hi ha una codificació dels píxels amb RGB de 4:4:4 i es poden transmetre fins a 24 bits per píxel. I té una amplada de banda de 25 MHz a 165 MHz (tipus A) o de 330 MHz (tipus B).

#### UDI
El UDI (Unified Display Interface) és una nova interfície de vídeo digital que es basa en DVI i que pretén substituir l'actual connector VGA dels ordinadors. Està essent desenvolupada conjuntament per les companyies Apple, Intel, LG Electronics, National Semiconductor, Samsung Electronics, Silicon Image, Nvidia, THine Electronics, FCI, Foxconn i JAE Electronics.
UDI també suporta HDCP (High-Bandwidth Digital Content Protection) per a la protecció de continguts. Té a més compatibilitat en doble sentit amb DVI i HDMI, i físicament és idèntic al connector HDMI però no transmet àudio, ja que està especialment destinat al vídeo (sobretot la connexió de targetes gràfiques de PC amb monitors d'ordinador).
Una de les diferències amb HDMI és l'exempció de pagar "royalties", ja que les llicencies UDI són gratuïtes i les HDMI no. Això resulta molt atractiu pels fabricants de monitors i targetes gràfiques.

#### SDI
El Serial Digital Interface (SDI) és una interfície estandarditzada de vídeo digital utilitzada principalment per a la transmissió de senyal de vídeo sense compressió (vídeo RGB) i sense encriptació (incloent-hi opcionalment àudio). També s'utilitza per la transmissió de paquets de dades. Aquesta interfície està especialment dissenyada per operacions en distàncies molt curtes i amb taxes de bits molt elevades (que impedeixen les transmissions a llargues distàncies).
És un estàndard únicament per a dispositius professionals, ja que en molts acords de concessió de llicències, es restringeix l'ús de senyal sense encriptar a equips professionals i en prohibeix l'ús pels dispositius domèstics.